# Quilen
Quilen (Nederlands: Killem) is een gemeente in het Franse departement Pas-de-Calais (regio Hauts-de-France) en telt 59 inwoners (2009). De plaats maakt deel uit van het arrondissement Montreuil.

## Geografie
De oppervlakte van Quilen bedraagt 4,1 km², de bevolkingsdichtheid is dus 14,4 inwoners per km².
De onderstaande kaart toont de ligging van Quilen met de belangrijkste infrastructuur en aangrenzende gemeenten.

## Demografie
Onderstaande figuur toont het verloop van het inwonertal (bron: INSEE-tellingen).